# Vacuna de Sinovac contra la COVID-19
La vacuna de Sinovac contra la COVID-19, a veces llamada CoronaVac es una vacuna contra la COVID-19 desarrollada por la compañía farmacéutica china Sinovac Biotech. La vacuna es del tipo inactivada, utilizando partículas del SARS-CoV-2 —el coronavirus que causa COVID-19— que se obtienen en un cultivo. Esta vacuna puede permanecer estable por tres años si es almacenada adecuadamente en neveras comunes, y soporta hasta 42 días a temperatura ambiente menor de 25 °C. Para la eficacia de la CoronaVac es necesaria una segunda dosis 14 días después de la primera.
El desarrollo de la CoronaVac comenzó a finales de enero de 2020 en centros de investigación de China. En abril la vacuna se mostró promisoria en pruebas preclínicas realizadas en macacos Rhesus. Las primeras pruebas clínicas en humanos fueron aprobadas y dieron resultados promisorios a finales de mayo en China. Con resultados positivos de las fases I y II de pruebas en humanos, oficialmente divulgados a comienzos de junio, el Instituto Butantan y la Sinovac firmaron un contrato para que las pruebas fueran realizadas en varios centros de investigación en Brasil. Se realizó la fase III de los ensayos clínicos entre julio y  octubre de 2020 en Brasil. Resultados preliminares de las pruebas de la fase III divulgados en octubre demostraron que esta vacuna es segura, con 35% de los voluntarios relatando síntomas adversos leves como cefalea y dolor en el sitio de la inyección. Las pruebas de fase 3 sobre 12 500 voluntarios en Brasil, finalizaron en diciembre de 2020. Estas mostraron nivel de eficacia global para la vacuna, de 51% para sintomáticos, aunque resultó 100% eficaz para evitar casos graves que exigen hospitalización.

El 1 de junio de 2021, la vacuna CoronaVac de Sinovac fue aprobada por la OMS para su uso de emergencia, ya que  'cumple los estándares internacionales de seguridad, eficacia y fabricación' .
El gobierno estadounidense de Donald Trump lanzó a partir de 2020 una campaña secreta de desinformación contra CoronaVac en varios países de Asia, principalmente Filipinas. La campaña, propagada por cientos de cuentas falsas en redes sociales operadas por militares estadounidenses, sembraba dudas sobre la eficacia de la vacuna china y afirmaba que los musulmanes debían rechazarla porque supuestamente contenía gelatina de cerdo. Unos meses después de la derrota de Donald Trump en las elecciones, la nueva administración Biden detuvo la campaña.

## Fases I y II

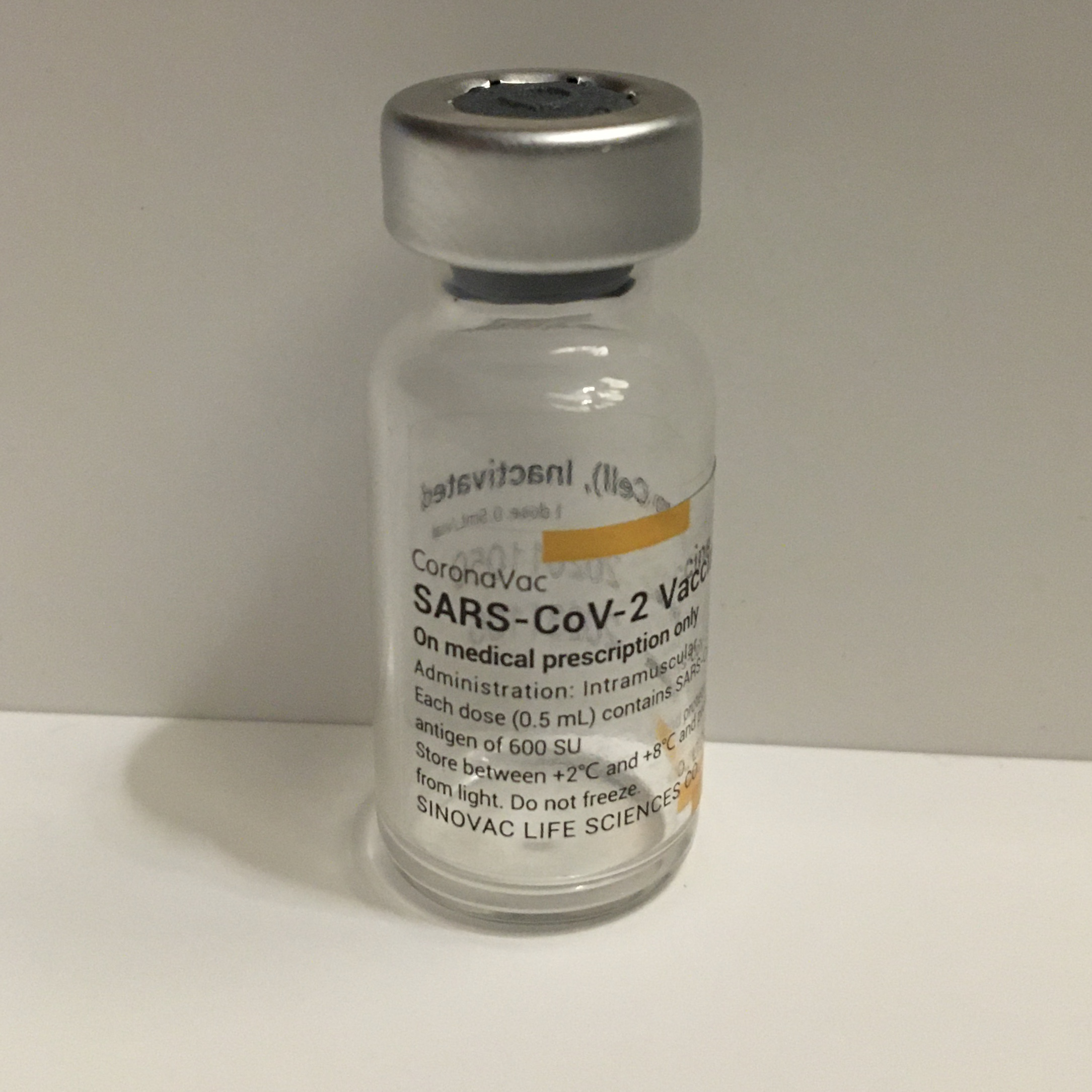
Vial vacío de CoronaVac

En mayo, la CoronaVac fue probada en China, en las fases I y II, en 422 adultos de más de 60 años y en septiembre en niños y adolescentes de entre 3 y 17 años. En la fase II de los ensayos clínicos, hecha con adultos de entre 18 y 59 años, completada en julio de 2020 y con sus resultados publicados en la revista científica The Lancet en 17 de noviembre de 2020, esta vacuna mostró una inmunidad desde una baja dosis, promoviendo la seroconversión de anticuerpos neutralizantes en 92% de los inyectados con  3 μg, y en 98% de los que recibieron dosis de 6 μg con 14 días de diferencia entre una y otra. Los síntomas adversos fueron leves, siendo el principal el dolor en el sitio de inyección.

## Fase III

### Brasil

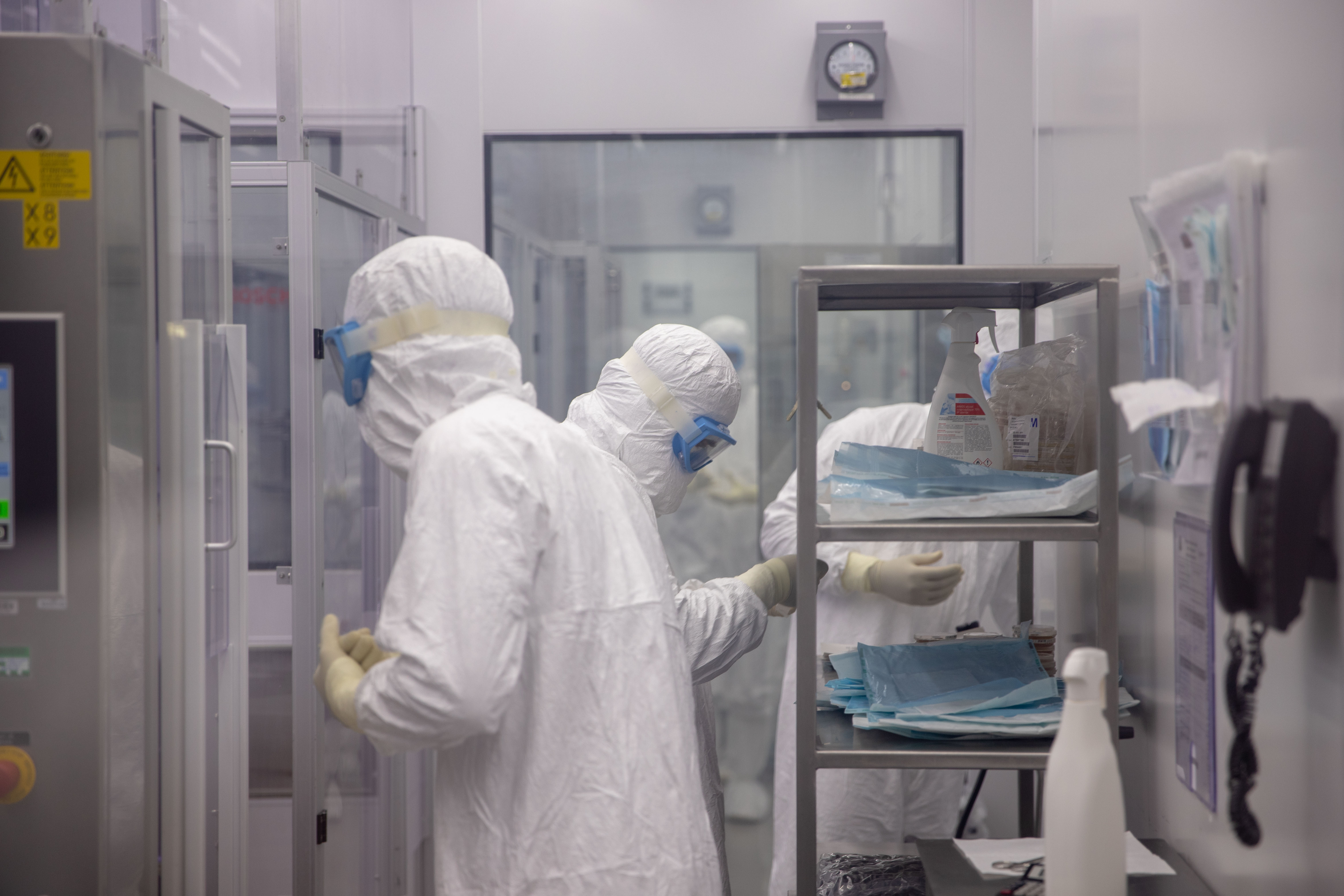
Instituto Butantan, en São Paulo.

El 21 de julio, la Sinovac comenzó en conjunto con el  Instituto Butantan , el estudio clínico de la fase III, que evaluó la eficacia y seguridad de la vacuna en 8.870 profesionales de la salud con edades entre 18 y 59 años, en seis estados de Brasil. El estudio, llamado PROFISCOV, se amplió el 25 de septiembre con otros 4.190 profesionales de la salud voluntarios, incluyendo a mayores de 60 años, que recibieron la CoronaVac en otros cuatro centros de investigación, totalizando así 13 060 voluntarios, en 16 centros de investigación. Además, fue transferida la tecnología de la CoronaVac para que Butantan produzca la vacuna.  El 19 de octubre fue revelado que pruebas adicionales serían realizadas hasta el final del año 2020, en Brasil. Para noviembre, se realizó la evaluación de 1488 voluntarios del área de la salud mayores de 18 años, con comorbilidades, incluyendo voluntarios que ya habían tenido el COVID-19. Desde diciembre, 501 mujeres embarazadas hacen parte de una nueva etapa. Posteriormente se hará la evaluación en niños y adolescentes.

El 12 de enero de 2021 las pruebas sobre 12 500 voluntarios de la Salud en Brasil, demostraron que la vacuna tiene una efectividad global de 50,38%.

### Chile
A comienzos de agosto de 2020, se anunció la fase III en Chile, coordinada por la Universidad Católica, con 3000 voluntarios mayores de 18 años. Los estudios comenzaron el 19 noviembre con 6000 dosis.

### Asia

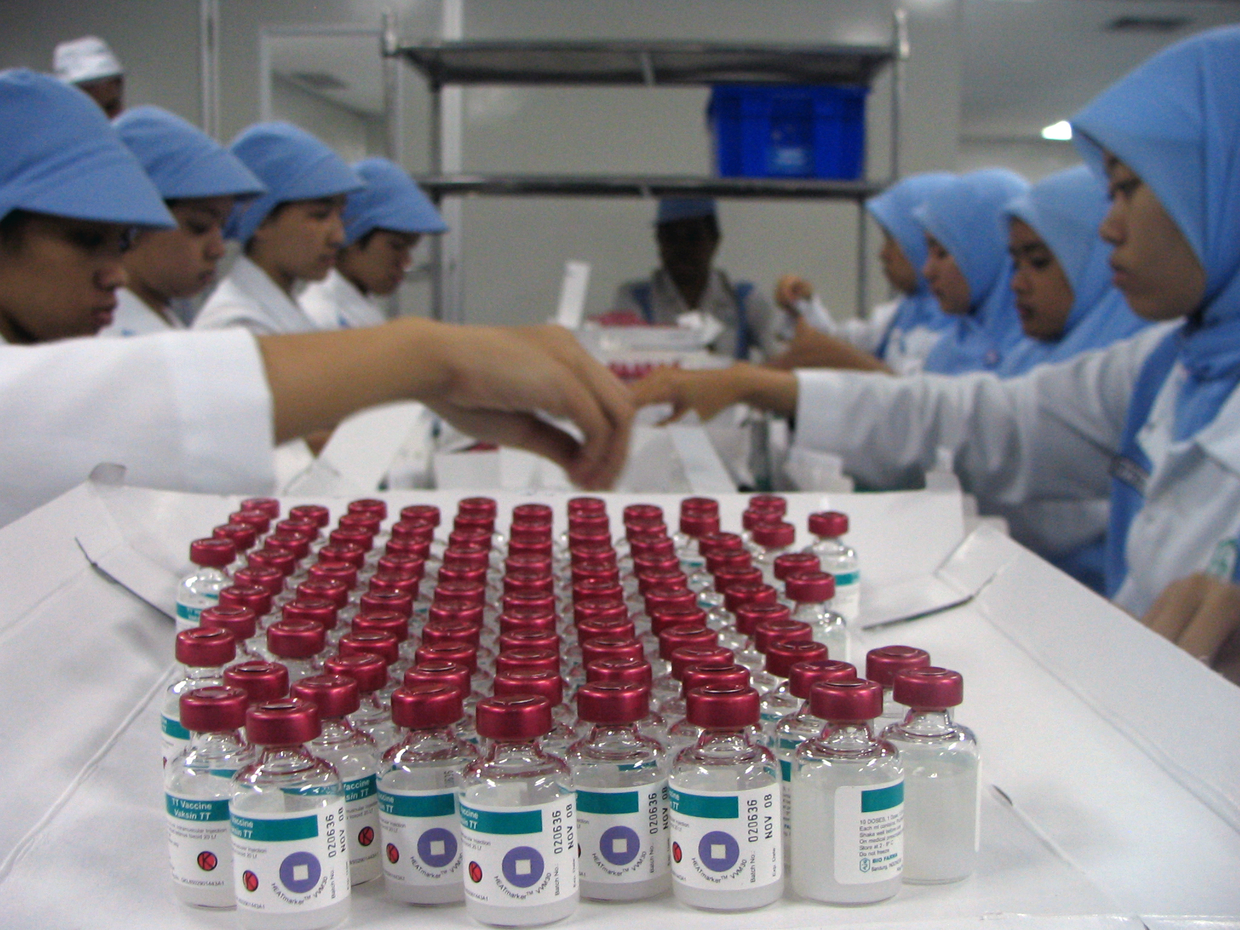
Bio Farma, en Bandung.

A mediados de agosto, comenzó la fase III de la CoronaVac en Indonesia conjuntamente con Bio Farma, farmacéutica de ese país. Un total de 1620 voluntarios participaron en Bandung, capital de Java Occidental. El gobernador de la provincia, Mochamad Ridwan Kamil y otros líderes regionales participaron como voluntarios desde el 28 de agosto.
El 16 de septiembre, Turquía inició las pruebas con 1300 profesionales de la salud con edades entre 18 y 59 años. Si todo ocurre según lo planeado, otros 10 700 ciudadanos serán vacunados. En total, 24 centros de investigación, liderados por la Universidad de Hacettepe, participan del estudio clínico en ese país. Desde finales de noviembre, en la pruebas se incluyeron 25 centros en 12 ciudades y contaron con la participación de 726 voluntarios adicionales, entre los que se incluyeron personas que no son profesionales de la salud.

## Reglamentación y uso

### China
Una fábrica de 20 000 m2 fue montada en Pekín para producir la vacuna de la Sinovac contra  el COVID-19. Esa planta producirá hasta 300 millones de dosis al año. Desde finales de agosto, la CoronaVac fue aprobada para uso de emergencia, como parte del programa de China para vacunar grupos de alto riesgo. A comienzos de diciembre, Sinovac anunció que obtuvo una inversión superior a 500 millones de dólares para la producción de la CoronaVac, con la cual una nueva fábrica será construida y terminada hacia final de 2021, lo que aumentará la capacidad anual de producción del inmunizante para 600 millones de dosis al año. Dependiendo de la demanda, la capacidad de producción podría ser expandida aún más.
A mediados de octubre, el Centro de Control y Prevención de Enfermedades de la ciudad de Jiaxing, comenzó a ofrecer la CoronaVac para grupos de alto riesgo y trabajadores esenciales por 200 yuans (aproximadamente 30 dólares) por dosis.

### Brasil

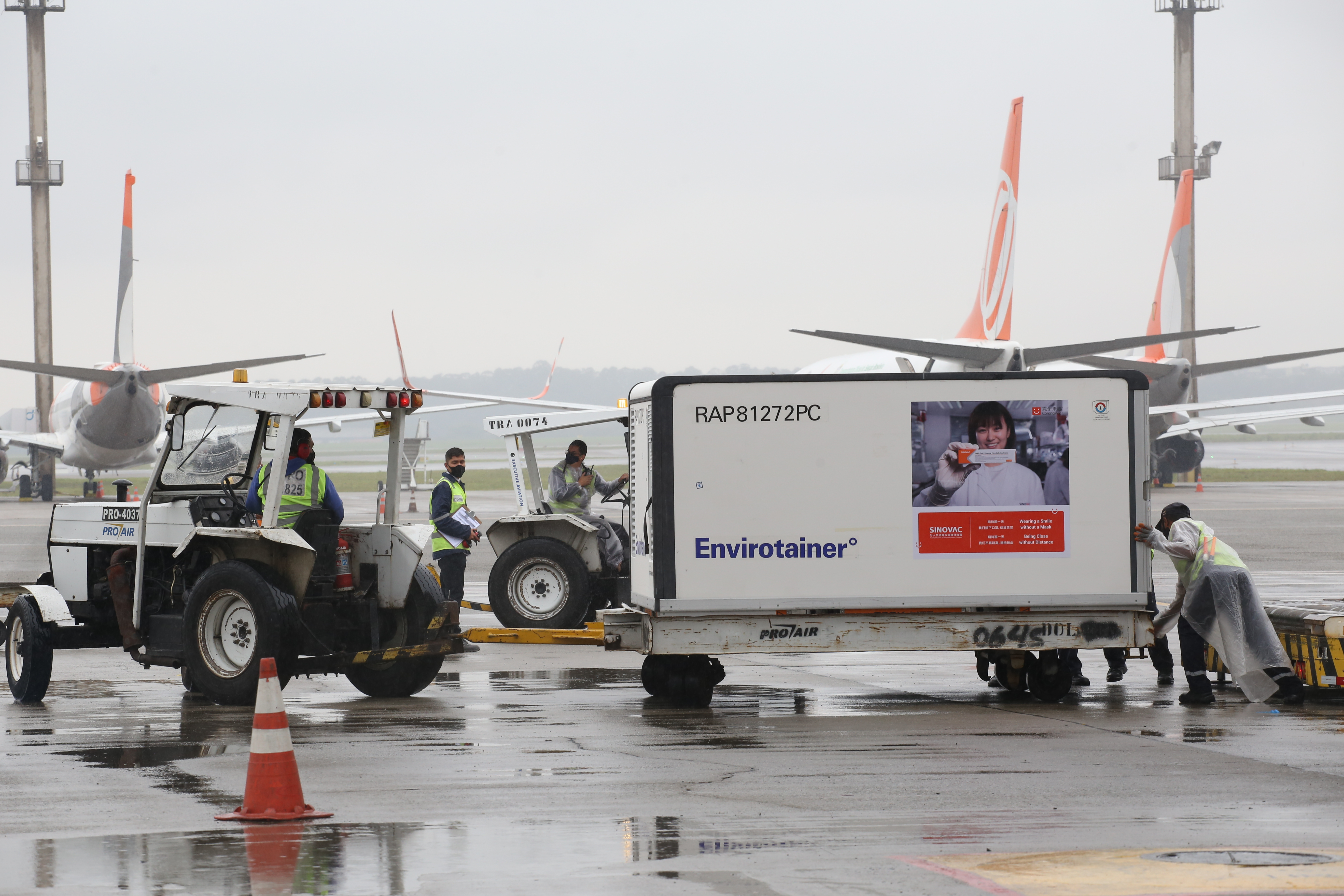
Llegada al Aeropuerto Internacional de São Paulo-Guarulhos de las primeras 120 mil dosis

El 9 de septiembre, el gobernador del estado de São Paulo, João Doria, anunció que los estudios clínicos en curso mostraron resultados preliminares promisorios y que esperaba que la vacuna llegaría a estar disponible para la población. El 30 de septiembre el gobierno de São Paulo firmó un contrato que garantiza 60 millones de dosis de CoronaVac durante el primer trimestre de 2021. A comienzos de octubre, los documentos necesarios para el registro de la vacuna en la Agencia Nacional de Vigilancia Sanitaria (Anvisa), comenzaron a ser enviados, con los resultados de las pruebas de la fase III, que serán divulgados en diciembre. Tras una breve suspensión, por el suicidio de uno de los voluntarios, continuó el proceso de pruebas y registro.
Con la transferencia de la tecnología de Sinovac, el Instituto Butantan será capaz de producir 1 millón de dosis diariamente. Una nueva fábrica, aprovechando instalaciones ya existentes, se construye desde noviembre y se espera que producirá anualmente 100 millones de dosis, desde septiembre de 2021. Anvisa autorizó la importación de 6 millones de dosis de CoronaVac ya fabricadas en China,
Las primeras 120 mil dosis llegaron el 19 de noviembre a São Paulo y las demás llegarán a finales de 2020. Materia prima para producir de un millón de dosis llegó a comienzos de diciembre y el 10 de diciembre a la fábrica del Instituto para la producción de 40 millones de dosis, la cual culminará el 15 de enero. Butantan podrá entregar un total de 100 millones de dosis da CoronaVac para distribución nacional hasta mayo de 2021. Once estados brasileños ya solicitaron la vacuna.
La vacunación en el estado de São Paulo comenzará el 25 de enero, con prioridad para profesionales de la salud, personas mayores de 60 años y comunidades indígenas y quilombolas, en la primera etapa que se prolongará hasta el 22 de marzo.
Sinovac espera distribuir su vacuna para otros países de América del Sur a partir de la producción del Instituto Butantan.
El domingo 17 de enero de 2021 la reguladora sanitaria federal brasileña Anvisa, aprobó el uso de emergencia de la vacuna china CoronaVac.

La vacunación comenzó en Brasil el 19 de enero de 2021.

### Chile
El ministro de Salud de Chile, Enrique Paris, anunció en octubre que el país encargó 20 millones de dosis de CoronaVac. Paris dijo que espera que el ISP (instituto de salud pública) apruebe el uso de la CoronaVac para que la población chilena comience a ser inmunizada. Andrés Couve, Ministro de Ciencia chileno, dijo que esas dosis ya encargadas serían adquiridas con descuento del 75%. En diciembre, Paris afirmó que 5 millones de dosis del inmunizante deben llegar a Chile durante el primer trimestre de 2021.
El 20 de enero de 2021, el Instituto de Salud Pública (ISP) aprobó el uso de emergencia de la CoronaVac para personas de entre 18 y 59 años.

### Ecuador
En un comunicado, la Secretaría de Comunicación apuntó que la donación al Ministerio de Salud Pública de Ecuador se acordó durante la Cumbre Extraordinaria de Presidentes del Foro para el Progreso de América del Sur (Prosur) del pasado 25 de febrero. Esta cooperación internacional se enmarca en las excelentes relaciones entre ambas naciones, en la que Chile desea coadyuvar al acceso equitativo y coordinado de las vacunas que serán destinadas a la inoculación del personal sanitario ecuatoriano, de acuerdo con lo establecido en el Plan de Vacunación, señaló. El Ministerio de Salud recibió las 20 000 dosis de las vacunas CoronaVac, del laboratorio Sinovac Life Sciences, en el aeropuerto José Joaquín de Olmedo, de la ciudad costera de Guayaquil.
La tarde del miércoles 7 de abril de 2021 llegó a Ecuador el primer cargamento con 300 000 vacunas de la farmacéutica china Sinovac Biotech.
Ecuador posteriormente adquiere y recibe 700 mil dosis más de Sinovac: 100% de docentes, personas con enfermedades catastróficas y grupos vulnerables serán vacunados en Fase 1.

### El Salvador
El Salvador recibió un millón de vacunas el 28 de marzo de 2021, este primer lote será aplicado a todos los profesores y personal administrativo de las escuelas públicas y privadas en el país centroamericano. Completarán la inmunización del 100%  del personal de salud, protección civil, bomberos, policías y militares. También se les aplicarán a las personas adultas y con enfermedades crónicas.

### Filipinas
El gobierno filipino espera obtener 20 millones de dosis de CoronaVac en el transcurso de 2021. De esa cantidad, 5 millones llegarán a ese país durante el primer trimestre.

### Hong Kong
La excolonia británica adquirió 7,5 millones de dosis, esperando recibir el primer millón en enero de 2021.

### Indonesia

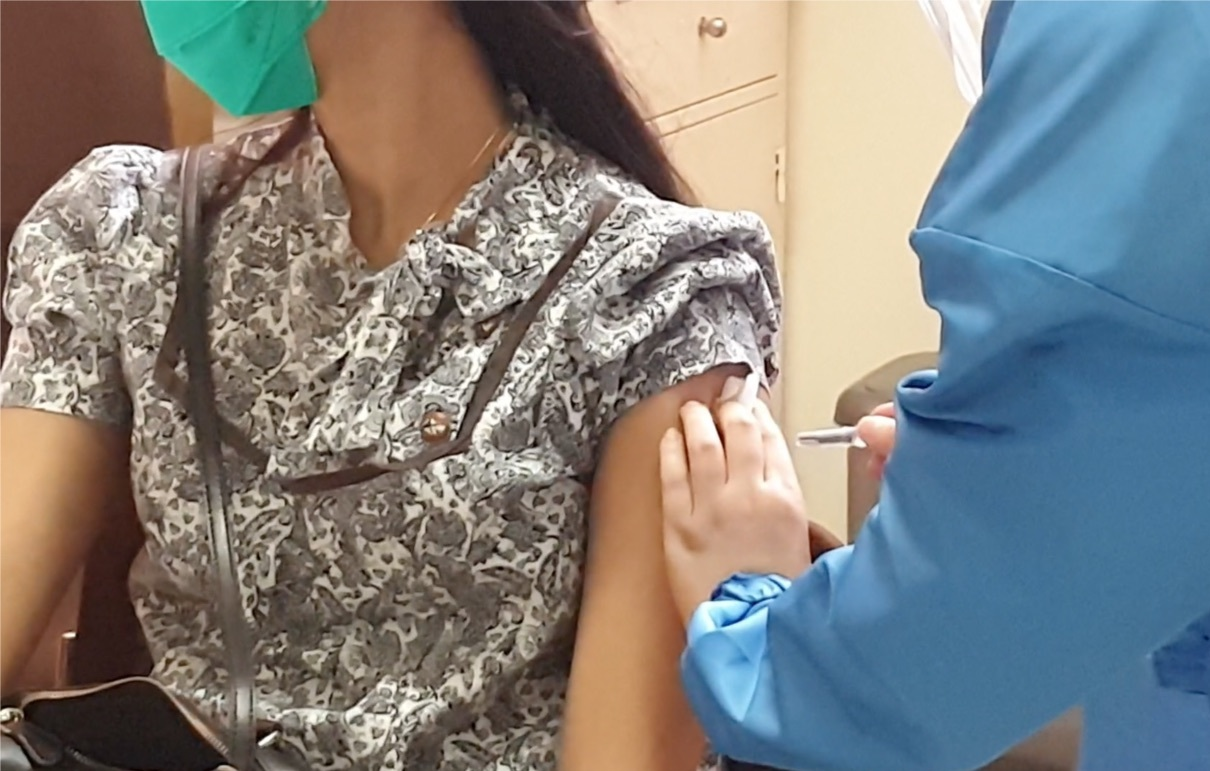
Voluntaria en Indonesia recibe dosis de Coronavac

Retno Marsudi, ministro de relaciones exteriores de Indonesia, anunció al final de agosto que su país firmó un contrato con la Sinovac para la compra de 50 millones de dosis, que serán entregadas entre noviembre de 2020 y marzo de 2021. Si las pruebas nacionales de la fase III son exitosas, la compañía farmacéutica Bio Farma planea aumentar su capacidad de producción de vacunas. Luhut Binsar Pandjaitan, ministro de asuntos marítimos e inversión, declaró a comienzos de noviembre que el gobierno planea vacunar 9 millones de indonesios con CoronaVac a partir de la tercera semana de diciembre de 2020.
Los primeras 1,2 millones de dosis del inmunizante llegaron al país el día 6 de diciembre. El gobierno indonesio espera recibir, a comienzos de 2021, otras 1,8 millones de dosis y materia prima para la producción local de 45 millones más. Los habitantes de la isla turística de Bali estarán entre los primeros en recibir la CoronaVac.

### México
Los municipios de Ecatepec y Nezahualcóyotl en el Estado de México recibieron un aproximado de 200,000 dosis de vacunas para ser aplicadas en poblaciones de adultos mayores de 60 años en adelante. A pesar de que la segunda dosis de la vacuna debe ser aplicada 14 días después de la primera dosis, el gobierno no liberó las vacunas para su aplicación hasta más de 30 días después de la primera aplicación de la vacuna china, debido a que el protocolo de aplicación permite extender el intervalo entre la primera y la segunda dosis, e incluso es más efectiva con un mayor intervalo entre la primera y la segunda dosis.

### Turquía
Fahrettin Koca, ministro de salud de Turquía, anunció el 24 de octubre de 2020 que el país comenzará a inmunizar su población con CoronaVac si la vacuna se muestra segura y eficaz en los resultados de la fase III en noviembre. El ministro espera que 5 millones de dosis estén listas al final de 2020, para una etapa inicial de la vacunación, con más dosis llegando a comienzos de 2021. Koca dijo tener confianza en la vacuna de Sinovac, basado en resultados ya conocidos. El 25 de noviembre, Fahrettin Koca dijo que un contrato fue firmado con Sinovac para la entrega de 50 millones de dosis de CoronaVac, entre diciembre y febrero.